# Torre d'Alcoleja
La Torre d'Alcoleja és un edifici d'Alcoleja declarat Bé d'Interés Cultural.

## Descripció
És una torre circular de vuit metres de diàmetre i vint metres d'alçada amb tres plantes. Va ser reformat quan va passar a ser residencial, i alguns buits es van engrandir i es va fer un balcó amb volada. Quan es va integrar a un edifici veí conformant el palau actual es va derruir l'escala. La torre ha quedat com el centre del nucli urbà.

## En la cultura popular
En la rondalla d'Enric Valor anomenada Els guants de la felicitat, aquesta torre hi apareix com la de dona Frederica, vídua d'En Blai d'Alcoleja, i és un espai fonamental en el desenvolupament de la història.